# Вернёй-су-Куси
Вернёй-су-Куси́ (фр. Verneuil-sous-Coucy) — коммуна во Франции, находится в регионе Пикардия. Департамент коммуны — Эна. Входит в состав кантона Вик-сюр-Эн. Округ коммуны — Лан.
Код INSEE коммуны — 02786.

## Население
Население коммуны на 2010 год составляло 130 человек.
| 1962 | 1968 | 1975 | 1982 | 1990 | 1999 | 2010 |
| ---- | ---- | ---- | ---- | ---- | ---- | ---- |
| 118  | 114  | 139  | 127  | 171  | 134  | 130  |

## Экономика
В 2010 году среди 92 человек трудоспособного возраста (15—64 лет) 65 были экономически активными, 27 — неактивными (показатель активности — 70,7 %, в 1999 году было 74,7 %). Из 65 активных жителей работали 58 человек (30 мужчин и 28 женщин), безработных было 7 (2 мужчин и 5 женщин). Среди 27 неактивных 7 человек были учениками или студентами, 13 — пенсионерами, 7 были неактивными по другим причинам.